# Нью-Хейвен (округ)
Нью-Хе́йвен (англ. New Haven County) — округ в штате Коннектикут, США. Официально образован в 1666 году. По состоянию на 2010 год, численность населения составляла 862 477 человек.

## География
По данным Бюро переписи США, общая площадь округа равняется 2232,582 км², из которых 1566,952 км² суша и 668,221 км² или 29,9 % — это водоемы. Через округ протекает река Куиннипиак.

## Население
По данным переписи населения 2000 года в округе проживает 824 008 жителей в составе 319 040 домашних хозяйств и 210 566 семей. Плотность населения составляет 525,00 человек на км2. На территории округа насчитывается 340 732 жилых строений, при плотности застройки около 217,00-ти строений на км2. Расовый состав населения: белые — 79,40 %, афроамериканцы — 11,32 %, коренные американцы (индейцы) — 0,25 %, азиаты — 2,33 %, гавайцы — 0,04 %, представители других рас — 4,51 %, представители двух или более рас — 2,16 %. Испаноязычные составляли 10,09 % населения независимо от расы.
В составе 31,20 % из общего числа домашних хозяйств проживают дети в возрасте до 18 лет, 48,60 % домашних хозяйств представляют собой супружеские пары проживающие вместе, 13,60 % домашних хозяйств представляют собой одиноких женщин без супруга, 34,00 % домашних хозяйств не имеют отношения к семьям, 28,20 % домашних хозяйств состоят из одного человека, 11,00 % домашних хозяйств состоят из престарелых (65 лет и старше), проживающих в одиночестве. Средний размер домашнего хозяйства составляет 2,50 человека, и средний размер семьи 3,08 человека.
Возрастной состав округа: 24,50 % моложе 18 лет, 8,70 % от 18 до 24, 30,00 % от 25 до 44, 22,40 % от 45 до 64 и 22,40 % от 65 и старше. Средний возраст жителя округа 37 лет. На каждые 100 женщин приходится 92,50 мужчин. На каждые 100 женщин старше 18 лет приходится 88,70 мужчин.
Средний доход на домохозяйство в округе составлял 48 834 USD, на семью — 60 549 USD. Среднестатистический заработок мужчины был 43 643 USD против 32 001 USD для женщины. Доход на душу населения составлял 24 439 USD. Около 7,00 % семей и 9,50 % общего населения находились ниже черты бедности, в том числе — 13,00 % молодёжи (тех, кому ещё не исполнилось 18 лет) и 7,70 % тех, кому было уже больше 65 лет.